# The Age of the Understatement
The Age of the Understatement è l'album di debutto del gruppo The Last Shadow Puppets, formato da Alex Turner, degli Arctic Monkeys, e da Miles Kane, dei The Rascals. Pubblicato il 21 aprile 2008 in Gran Bretagna, è entrato subito nella posizione numero 1, mentre in Italia si è piazzato solo alla numero 56.

## Tracce
1. "The Age of the Understatement" – 3:07
2. "Standing Next to Me" – 2:18
3. "Calm Like You" – 2:26
4. "Separate And Ever Deadly" – 2:38
5. "Chamber" – 2:37
6. "Only the Truth" – 2:44
7. "My Mistakes Were Made for You" – 3:04
8. "Black Plant" – 3:59
9. "I Don't Like You Anymore" – 3:05
10. "In My Room" – 2:29
11. "The Meeting Place" – 3:55
12. "Time Has Come Again" – 2:22

## Singoli
Da questo album sono stati estratti tre singoli.
- The Age of Understatement (18 aprile 2008)
- Standing Next to Me (7 luglio 2008)
- My Mistakes Were Made for You (20 ottobre 2008)

## Formazione
- Alex Turner – voce, chitarra, basso
- Miles Kane – voce, chitarra, basso